# Euphorbia perbracteata
Euphorbia perbracteata är en törelväxtart som beskrevs av Andrew Thomas Gage. Euphorbia perbracteata ingår i släktet törlar, och familjen törelväxter. Inga underarter finns listade i Catalogue of Life.